# Bisbat de Phan Thiêt
El bisbat de Phan Thiết (vietnamita: Giáo phận Phan Thiết; llatí: Dioecesis Phanthietensis) és una seu de l'Església catòlica al Vietnam, sufragània de l'arquebisbat de Ciutat de Hô Chí Minh. Al 2019 tenia 187.047 batejats d'un total de 1.298.970 habitants. Actualment està regida pel bisbe Joseph Đỗ Mạnh Hùng.

## Territori
La diòcesi comprèn la província vietnamita de  Binh Thuan, al sud del país.
La seu episcopal és la ciutat de Phan Thiết, on es troba la catedral del Sagrat Cor de Jesús
El territori s'estén sobre 7.813 km² i està dividit en 100 parròquies.

## Història
La diòcesi va ser erigida el 30 de gener de 1975 mitjançant la butlla Arcano Dei del papa Pau VI, prenent el territori de la diòcesi de Nha Trang.
El 24 novembre 1983, mitjançant la carta apostòlica Fuisse Mariam, el papa Joan Pau II confirmà Santa Maria Verge, venerada sota el títol de Mare de Déu, patrona principal de la diòcesi.

## Cronologia episcopal
- Paul Nguyên Van Hòa † (30 de gener de 1975 - 25 d'abril de 1975 nomenat bisbe de Nha Trang)
  - Sede vacante (1975-1979)
- Nicolas Huynh Van Nghi † (6 de desembre de 1979 - 1 d'abril de 2005 jubilat)
- Paul Nguyên Thanh Hoan † (1 d'abril de 2005 - 25 de juliol de 2009 renuncià)
- Joseph Vu Duy Thông † (25 de juliol de 2009 - 1 de març de 2017 mort)
  - Sede vacante (2017-2019)
  - Thomas Nguyên Van Trâm (14 de març de 2017 - 3 de desembre de 2019) (administrador apostòlic)[2]
- Joseph Đỗ Mạnh Hùng, des del 3 de desembre de 2019

## Estadístiques
A finals del 2019, la diòcesi tenia 187.047 batejats sobre una població de 1.298.970 persones, equivalent al 14,4% del total.
| any  | població | població  | població | sacerdots | sacerdots       | sacerdots       | sacerdots             | diàques | religiosos | religiosos | parroquies |
| ---- | -------- | --------- | -------- | --------- | --------------- | --------------- | --------------------- | ------- | ---------- | ---------- | ---------- |
| any  | batejats | total     | %        | total     | clergat secular | clergat regular | batejats por sacerdot | diàques | homes      | dones      |            |
| 1979 | 75.000   | 600.000   | 12,5     | 57        | 52              | 5               | 1.315                 |         | 15         | 109        | 43         |
| 1999 | 126.336  | 979.732   | 12,9     | 71        | 65              | 6               | 1.779                 |         | 38         | 214        | 71         |
| 2000 | 134.511  | 1.047.040 | 12,8     | 71        | 65              | 6               | 1.894                 |         | 36         | 224        | 56         |
| 2001 | 135.717  | 1.047.040 | 13,0     | 75        | 71              | 4               | 1.809                 | 5       | 59         | 176        | 60         |
| 2003 | 140.328  | 1.156.428 | 12,1     | 81        | 72              | 9               | 1.732                 |         | 57         | 182        | 64         |
| 2004 | 147.000  | 1.106.012 | 13,3     | 80        | 71              | 9               | 1.837                 |         | 49         | 309        | 64         |
| 2013 | 171.518  | 1.180.300 | 14,5     | 129       | 110             | 19              | 1.329                 |         | 108        | 485        | 77         |
| 2016 | 179.303  | 1.207.389 | 14,9     | 160       | 134             | 26              | 1.120                 |         | 167        | 544        | 93         |
| 2019 | 187.047  | 1.298.970 | 14,4     | 191       | 151             | 40              | 979                   |         | 247        | 797        | 100        |